# Wereldbeker bobsleeën 2017/2018
De wereldbeker bobsleeën in het seizoen 2017/2018 (officieel: BMW IBSF World Cup Bob & Skeleton 2017/2018) liep van 9 november 2017 tot en met 21 januari 2018. De competitie werd georganiseerd door de FIBT, gelijktijdig met de wereldbeker skeleton.
De competitie omvatte dit seizoen acht wedstrijden in de drie traditionele onderdelen van het bobsleeën. Bij de mannen de twee- en viermansbob en bij de vrouwen de tweemansbob. De vijfde wereldbekerwedstrijd in Igls gold voor de Europese deelnemers tevens als het Europees kampioenschap.
De titels van dit seizoen gingen naar de piloten Justin Kripps (Canada, tweemansbob) en Johannes Lochner (Duitsland, viermansbob) bij de mannen en Kaillie Humphries (Canada, tweemansbob) bij de vrouwen.

## Wereldbeker punten
De eerste 30 in het dagklassement krijgen punten voor het wereldbekerklassement toegekend. De top 20 na de eerste run gaan verder naar de tweede run, de overige deelnemers krijgen hun punten toegekend op basis van hun klassering na de eerste run. De onderstaande tabel geeft de punten per plaats weer.
| Klassering = punten                          | Klassering = punten                           | Klassering = punten                               | Klassering = punten                          | Klassering = punten                          | Klassering = punten                          |
| -------------------------------------------- | --------------------------------------------- | ------------------------------------------------- | -------------------------------------------- | -------------------------------------------- | -------------------------------------------- |
| 1e = 225 2e = 210 3e = 200 4e = 192 5e = 184 | 6e = 176 7e = 168 8e = 160 9e = 152 10e = 144 | 11e = 136 12e = 128 13e = 120 14e = 112 15e = 104 | 16e = 96 17e = 88 18e = 80 19e = 74 20e = 68 | 21e = 62 22e = 56 23e = 50 24e = 45 25e = 40 | 26e = 36 27e = 32 28e = 28 29e = 24 30e = 20 |

## Tweemansbob (m)

### Uitslagen
| Datum      | Plaats       | Eerste                                        | Tweede                                                                           | Derde                                        |
| ---------- | ------------ | --------------------------------------------- | -------------------------------------------------------------------------------- | -------------------------------------------- |
| 09/11/2017 | Lake Placid  | Duitsland Nico Walther Christian Poser        | Verenigde Staten Nick Cunningham Ryan Bailey                                     | Verenigde Staten Codie Bascue Carlo Valdes   |
| 10/11/2017 | Lake Placid  | Verenigde Staten Codie Bascue Samuel McGuffie | Canada Justin Kripps Alexander Kopacz                                            | Verenigde Staten Justin Olsen Evan Weinstock |
| 24/11/2017 | Whistler     | Canada Chris Spring Neville Wright            | Canada Justin Kripps Alexander Kopacz                                            | Letland Oskars Melbārdis Daumants Dreiškens  |
| 09/12/2017 | Winterberg   | Zwitserland Clemens Bracher Michael Kuonen    | Canada Chris Spring Neville Wright Duitsland Francesco Friedrich Thorsten Margis |                                              |
| 16/12/2017 | Igls         | Duitsland Francesco Friedrich Thorsten Margis | Canada Justin Kripps Jesse Lumsden                                               | Zwitserland Clemens Bracher Michael Kuonen   |
| 06/01/2018 | Altenberg    | Canada Justin Kripps Alexander Kopacz         | Duitsland Francesco Friedrich Martin Grothkopp                                   | Duitsland Nico Walther Christian Poser       |
| 14/01/2018 | Sankt Moritz | Duitsland Nico Walther Christian Poser        | Duitsland Francesco Friedrich Thorsten Margis                                    | Duitsland Johannes Lochner Christopher Weber |
| 21/01/2018 | Königssee    | Duitsland Francesco Friedrich Thorsten Margis | Duitsland Johannes Lochner Christopher Weber                                     | Canada Justin Kripps Alexander Kopacz        |

### Eindstand
| #  | Piloot              | Land | Punten |
| -- | ------------------- | ---- | ------ |
| 1  | Justin Kripps       | CAN  | 1631   |
| 2  | Francesco Friedrich | GER  | 1504   |
| 3  | Chris Spring        | CAN  | 1347   |
| 4  | Oskars Ķibermanis   | LAT  | 1336   |
| 5  | Nico Walther        | GER  | 1250   |
| 6  | Johannes Lochner    | GER  | 1240   |
| 7  | Rico Peter          | SUI  | 1176   |
| 8  | Oskars Melbārdis    | LAT  | 1208   |
| 9  | Nick Poloniato      | CAN  | 1096   |
| 10 | Aleksandr Kasjanov  | RUS  | 1014   |

## Viermansbob (m)

### Uitslagen
| Datum      | Plaats       | Eerste                                                                         | Tweede                                                                     | Derde                                                                        |
| ---------- | ------------ | ------------------------------------------------------------------------------ | -------------------------------------------------------------------------- | ---------------------------------------------------------------------------- |
| 17/11/2017 | Park City    | Duitsland Nico Walther Kevin Kuske Christian Poser Eric Franke                 | Canada Justin Kripps Lascelles Brown Ben Coakwell Neville Wright           | Canada Chris Spring Jesse Lumsden Alexander Kopacz Oluseyi Smith             |
| 18/11/2017 | Park City    | Duitsland Johannes Lochner Marc Rademacher Christopher Weber Christian Rasp    | Verenigde Staten Codie Bascue Nathan Weber Carlo Valdes Samuel McGuffie    | Verenigd Koninkrijk Bradley Hall Bruce Tasker Joel Fearon Gregory Cackett    |
| 25/11/2017 | Whistler     | Rusland Aleksandr Kasjanov Ilvir Choezin Vasili Kondratenko Aleksej Poesjkarev | Verenigd Koninkrijk Lamin Deen Ben Simons Toby Olubi Andrew Matthews       | Duitsland Nico Walther Kevin Kuske Kevin Korona Eric Franke                  |
| 10/12/2017 | Winterberg   | Duitsland Johannes Lochner Joshua Bluhm Christopher Weber Christian Rasp       | Duitsland Nico Walther Marko Hübenbecke Kevin Korona Eric Franke           | Duitsland Francesco Friedrich Jannis Bäcker Martin Grothkopp Thorsten Margis |
| 17/12/2017 | Igls         | Duitsland Johannes Lochner Marc Rademacher Joshua Bluhm Christian Rasp         | Canada Justin Kripps Jesse Lumsden Alexander Kopacz Oluseyi Smith          | Duitsland Francesco Friedrich Candy Bauer Martin Grothkopp Thorsten Margis   |
| 07/01/2018 | Altenberg    | Duitsland Nico Walther Kevin Kuske Christian Poser Eric Franke                 | Duitsland Francesco Friedrich Candy Bauer Martin Grothkopp Thorsten Margis | Letland Oskars Ķibermanis Jānis Jansons Matīss Miknis Intars Dambis          |
| 14/01/2018 | Sankt Moritz | Duitsland Johannes Lochner Sebastian Mrowka Joshua Bluhm Christian Rasp        | Duitsland Francesco Friedrich Candy Bauer Martin Grothkopp Thorsten Margis | Canada Chris Spring Bryan Barnett Lascelles Brown Neville Wright             |
| 21/01/2018 | Königssee    | Duitsland Nico Walther Kevin Kuske Alexander Rödiger Eric Franke               | Oostenrijk Benjamin Maier Kilian Walch Markus Sammer Dănuț Moldovan        |                                                                              |
| 21/01/2018 | Königssee    | Duitsland Nico Walther Kevin Kuske Alexander Rödiger Eric Franke               | Letland Oskars Melbārdis Daumants Dreiškens Arvis Vilkaste Jānis Strenga   |                                                                              |

### Eindstand
| #  | Piloot              | Land | Punten |
| -- | ------------------- | ---- | ------ |
| 1  | Johannes Lochner    | GER  | 1652   |
| 2  | Francesco Friedrich | GER  | 1468   |
| 3  | Nico Walther        | GER  | 1421   |
| 4  | Justin Kripps       | CAN  | 1420   |
| 5  | Oskars Melbārdis    | LAT  | 1322   |
| 6  | Chris Spring        | CAN  | 1288   |
| 7  | Oskars Ķibermanis   | LAT  | 1280   |
| 8  | Codie Bascue        | USA  | 1266   |
| 9  | Aleksandr Kasjanov  | RUS  | 1217   |
| 10 | Benjamin Maier      | AUT  | 1186   |

## Tweemansbob (v)

### Uitslagen
| Datum      | Plaats       | Eerste                                            | Tweede                                            | Derde                                             |
| ---------- | ------------ | ------------------------------------------------- | ------------------------------------------------- | ------------------------------------------------- |
| 09/11/2017 | Lake Placid  | Canada Kaillie Humphries Melissa Lotholz          | Verenigde Staten Elana Meyers Taylor Lauren Gibbs | Duitsland Stephanie Schneider Lisa Marie Buckwitz |
| 17/11/2017 | Park City    | Verenigde Staten Jamie Greubel Poser Lauren Gibbs | Canada Kaillie Humphries Melissa Lotholz          | Verenigde Staten Elana Meyers Taylor Lolo Jones   |
| 24/11/2017 | Whistler     | Canada Kaillie Humphries Melissa Lotholz          | Verenigde Staten Jamie Greubel Poser Aja Evans    | Verenigde Staten Elana Meyers Taylor Kehri Jones  |
| 09/12/2017 | Winterberg   | Duitsland Stephanie Schneider Lisa Marie Buckwitz | Verenigde Staten Elana Meyers Taylor Lauren Gibbs | Duitsland Mariama Jamanka Annika Drazek           |
| 16/12/2017 | Igls         | Duitsland Stephanie Schneider Annika Drazek       | Verenigde Staten Elana Meyers Taylor Lauren Gibbs | Duitsland Mariama Jamanka Lisa Marie Buckwitz     |
| 06/01/2018 | Altenberg    | Canada Kaillie Humphries Phylicia George          | Verenigde Staten Jamie Greubel Poser Aja Evans    | Duitsland Anna Köhler Annika Drazek               |
| 13/01/2018 | Sankt Moritz | Verenigde Staten Elana Meyers Taylor Lolo Jones   | Duitsland Mariama Jamanka Annika Drazek           | Duitsland Stephanie Schneider Lisa Marie Buckwitz |
| 20/01/2018 | Königssee    | Duitsland Stephanie Schneider Annika Drazek       | Canada Kaillie Humphries Phylicia George          | Verenigde Staten Elana Meyers Taylor Lauren Gibbs |

### Eindstand
| #  | Pilote              | Land | Punten |
| -- | ------------------- | ---- | ------ |
| 1  | Kaillie Humphries   | CAN  | 1631   |
| 2  | Elana Meyers Taylor | USA  | 1591   |
| 3  | Mariama Jamanka     | GER  | 1538   |
| 4  | Jamie Greubel Poser | USA  | 1493   |
| 5  | Stephanie Schneider | GER  | 1335   |
| 7  | Anna Köhler         | GER  | 1160   |
| 8  | Nadezjda Sergejeva  | RUS  | 1112   |
| 9  | Sabina Hafner       | SUI  | 1064   |
| 10 | Christine de Bruin  | CAN  | 1022   |

1983/1984 · 
1984/1985 · 
1985/1986 · 
1986/1987 · 
1987/1988 · 
1988/1989 · 
1989/1990 · 
1990/1991 · 
1991/1992 · 
1992/1993 · 
1993/1994 · 
1994/1995 · 
1995/1996 · 
1996/1997 · 
1997/1998 · 
1998/1999 · 
1999/2000 · 
2000/2001 · 
2001/2002 · 
2002/2003 · 
2003/2004 · 
2004/2005 · 
2005/2006 · 
2006/2007 · 
2007/2008 · 
2008/2009 ·
2009/2010 ·
2010/2011 ·
2011/2012 ·
2012/2013 ·
2013/2014 ·
2014/2015 ·
2015/2016 ·
2016/2017 ·
2017/2018 ·
2018/2019 ·
2019/2020 ·
2020/2021 ·
2021/2022 ·
2022/2023 ·
2023/2024 ·
2024/2025
Alpineskiën ·
Biatlon ·
Bobsleeën ·
Freestyleskiën ·
Langlaufen ·
Noordse combinatie ·
Rodelen ·
Schaatsen (junioren) ·
Schansspringen ·
Shorttrack ·
Skeleton ·
Snowboarden ·
Telemarken